# サッポロテイネ

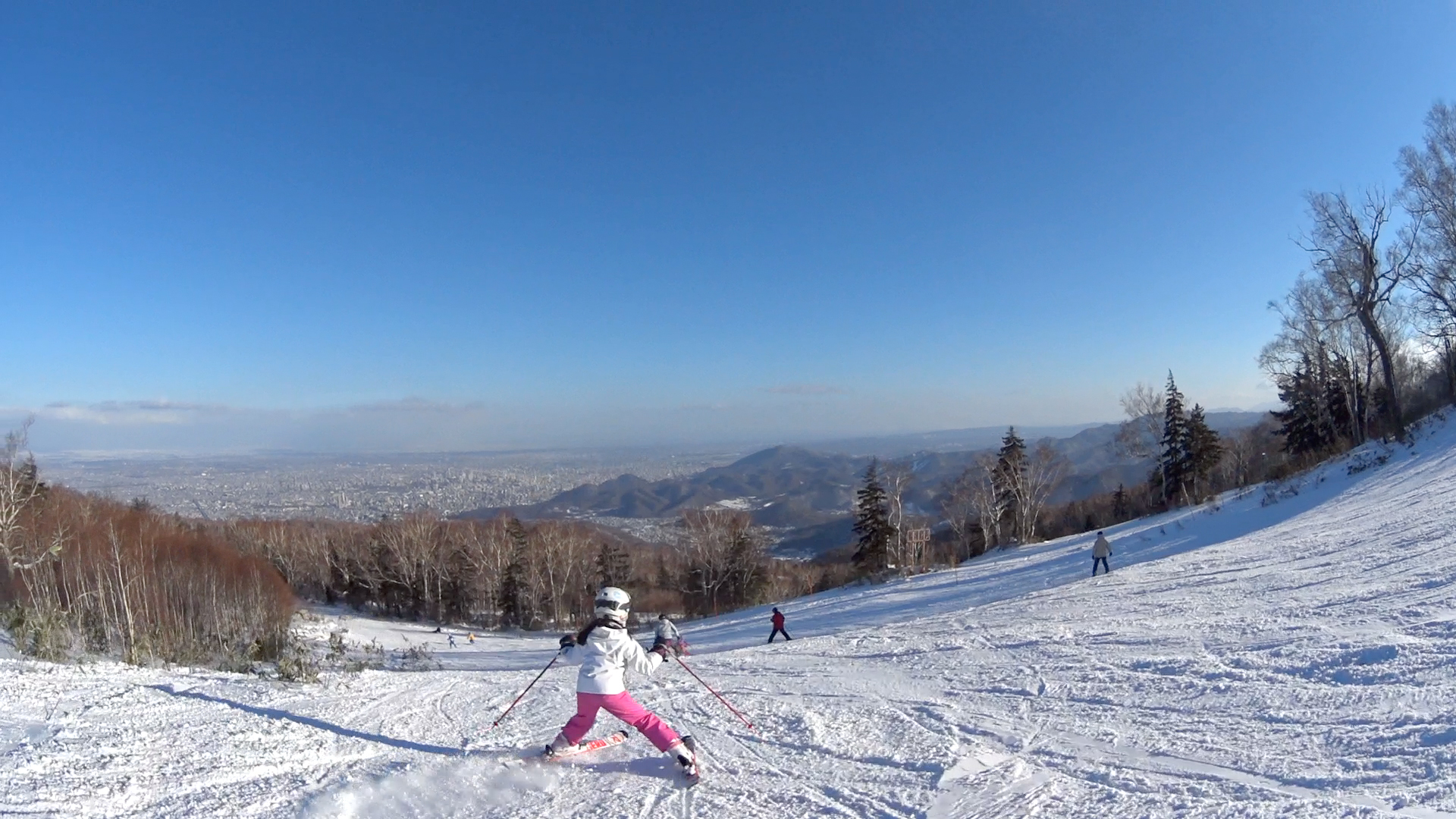
サッポロテイネ（2016年12月）

サッポロテイネ（英: SAPPORO TEINE）は、北海道札幌市手稲区にある加森観光が運営するレジャー施設。本稿では「手稲山シャンツェ」（ていねやまシャンツェ）についても記す。

## 概要
手稲山の斜面にあり、スキー場（ハイランドゾーン、オリンピアゾーン）、ゴルフ場がある。ハイランドゾーンには『札幌オリンピック』アルペンスキー競技（回転、大回転）で使用したコースがあり、国内大会や国際大会の会場となっているほか、オリンピアゾーンには聖火台が残っている。北海道内で初めて全日本スキー連盟（SAJ）の認定校となった「テイネオリンピアスキー学校」、日本職業スキー教師協会（SIA）公認の「三浦雄一郎&スノードルフィンスキースクール」がある。

## 沿革
「テイネオリンピア」は北海道放送（HBC）と三菱金属鉱業（現在の三菱マテリアル）による合弁事業であり、株式会社テイネオリンピアが運営していた。『札幌オリンピック』開催決定に伴い、手稲山はアルペンスキー競技の回転、大回転競技会場として開発され、テイネオリンピアにはボブスレー競技、リュージュ競技の会場や聖火台が建設された。オリンピック開催後には王子緑化（現在の王子木材緑化）が「テイネハイランドスキー場」を開設した。1986年（昭和61年）には王子木材緑化が西野方面へスキー場を拡張する開発計画を発表したが、市民団体の根強い反対などによって開発中止となった。

### 年表
- 1965年（昭和40年）12月1日：「テイネオリンピアスキー場」開業[4]。
- 1966年（昭和41年）：遊園地・ゴルフ場「テイネオリンピアゴルフクラブ」開場[5]。
- 1970年（昭和45年）：「手稲山ロープウェイ」設置[6]（2003年に休止[7]、同年に加森観光へ譲渡後再開したが[8]、2008年に再び運行休止[9]）。
- 1972年（昭和47年）：『札幌オリンピック』アルペンスキー競技（回転、大回転）、ボブスレー競技、リュージュ競技開催。
- 1974年（昭和49年）：「テイネハイランドスキー場」開設。
- 1976年（昭和51年）：株式会社テイネオリンピアが貸切バス事業を開始（2001年に撤退し、一部車両を三和交通へ譲渡）。
- 1989年（平成元年）：テイネハイランドスキーセンター完成[10]。
- 1999年（平成11年）：テイネオリンピアが千尺エリアの営業終了。「札幌市手稲山シャンツェ」オープン[11][12]。
- 2002年（平成14年）：加森観光がテイネオリンピアを買収し、テイネハイランドの営業権を取得。
- 2004年（平成16年）：エイトゴンドラ設置[13][14]。
- 2005年（平成17年）：2つのスキー場を統合し、「サッポロテイネ」と改称。
- 2008年（平成20年）：テイネオリンピアゴルフクラブを「札幌テイネゴルフ倶楽部」と改称。サミットエクスプレス設置[15]。
- 2010年（平成22年）：遊園地の営業休止[16]。
- 2015年（平成27年）：ICカードによる自動改札機導入[17]。
- 2018年（平成30年）：オリンピアスキーセンター完成[18]。

## スキー場

### コース
- ハイランドゾーン
  - 初級
    - ナチュラル
    - パラダイス

  - 中級
    - シティビュークルーズ
    - シティビューパノラマ

  - 上級
    - 女子大回転
    - 北かべ
    - 男女回転
- オリンピアゾーン
  - 初級
    - レインボー
    - 白樺サンシャイン
    - 白樺サントラップ
    - 白樺サンダンス
    - 聖火台オーシャンストリーム

  - 中級
    - 白樺サンライズ
    - 聖火台オーシャンクルーズ

  - 上級
    - 聖火台オーシャンダイブ

### 索道
| 名称                 | 定員             | 路線長           | 運転速度         | 施工会社         | 備考                 |
| ハイランドゾーン     | ハイランドゾーン | ハイランドゾーン | ハイランドゾーン | ハイランドゾーン | ハイランドゾーン     |
| -------------------- | ---------------- | ---------------- | ---------------- | ---------------- | -------------------- |
| サミットエクスプレス | 4名              | 1,230 m          | 5.00 m/s         | 日本ケーブル     | 旧称北かべリフト     |
| パラダイスリフト     | 2名              | 480 m            | 4.00 m/s         | 安全索道         |                      |
| パノラマ1号リフト    | 2名              | 1,024 m          | 2.29 m/s         | 安全索道         |                      |
| パノラマ2号リフト    | 2名              | 997 m            | 4.00m /s         | 安全索道         |                      |
| オリンピアゾーン     |                  |                  |                  |                  |                      |
| エイトゴンドラ       | 8名              | 1,437 m          | 6.00 m/s         | 日本ケーブル     | 日本国内最速ゴンドラ |
| 白樺第1リフト        | 2名              | 488 m            | 2.00 m/s         | 日本ケーブル     |                      |
| 白樺第2リフト        | 2名              | 261 m            | 1.80 m/s         | 日本ケーブル     |                      |
| 白樺第3リフト        | 2名              | 307 m            | 2.00 m/s         | 日本ケーブル     |                      |
| 聖火台第1リフト      | 3名              | 514 m            | 2.00 m/s         | 日本ケーブル     |                      |
| スノーエスカレーター |                  | 111 m            |                  |                  |                      |

### レストハウス
- ハイランドスキーセンター
  - ハイランドレンタルショップ「ヘッド・スポーツ・ステーション」
  - 託児室「おもちゃばこ」
  - レンタルルーム（団体室）
  - リフト券売所
  - ショップ「エゾリス」
  - K-ラウンジ
  - レストラン「スカディ」
- ハイランドパトロールセンター
- ホットカフェ1023
- オリンピアスキーセンター
  - チケット売場
  - レストラン「ウル」
  - ショップ「エゾフクロウ」
  - オリンピアレンタルショップ「ヘッド・スポーツ・ステーション」
  - テイネオリンピアスキー学校受付
  - 団体専用休憩室（予約制）
- ノースメイプル
- オリンピアパトロールステーション
- オリンピアハウス（団体専用）
- 聖火台スナックハウス

## 手稲山シャンツェ

### 施設
- スモールヒルジャンプ台
  - HS（K点）：33(30) m[11]
  - 全長：143.9 m [11]
  - 標高差：37.0 m[11]
  - アプローチ：42.2 m[11]
  - ランディングバーン：56.7 m[11]
  - ブレーキングトラック：45.0 m[11]
- 管理棟

## ゴルフ場

### コース
| うぐいすコース   | うぐいすコース | うぐいすコース | うぐいすコース | うぐいすコース | うぐいすコース | うぐいすコース | うぐいすコース | うぐいすコース | うぐいすコース | うぐいすコース |
|                  | 1              | 2              | 3              | 4              | 5              | 6              | 7              | 8              | 9              | TOTAL          |
| ---------------- | -------------- | -------------- | -------------- | -------------- | -------------- | -------------- | -------------- | -------------- | -------------- | -------------- |
| B.T.             | 414            | 507            | 372            | 146            | 587            | 364            | 130            | 311            | 299            | 3,130          |
| R.T.             | 403            | 483            | 361            | 135            | 570            | 348            | 114            | 298            | 289            | 3,001          |
| F.T.             | 330            | 468            | 352            | 124            | 482            | 285            | 106            | 200            | 283            | 2,630          |
| Par              | 4              | 5              | 4              | 3              | 5              | 4              | 3              | 4              | 4              | 36             |
| きつつきコース   |                |                |                |                |                |                |                |                |                |                |
|                  | 1              | 12             | 3              | 4              | 5              | 6              | 7              | 8              | 9              | TOTAL          |
| B.T.             | 526            | 359            | 324            | 142            | 400            | 358            | 383            | 182            | 410            | 3,084          |
| R.T.             | 513            | 351            | 316            | 110            | 387            | 321            | 379            | 169            | 391            | 2,937          |
| F.T.             | 490            | 349            | 232            | 106            | 381            | 312            | 371            | 163            | 385            | 2,789          |
| Par              | 5              | 4              | 4              | 3              | 4              | 4              | 4              | 3              | 5              | 36             |
| らいちょうコース |                |                |                |                |                |                |                |                |                |                |
|                  | 1              | 12             | 3              | 4              | 5              | 6              | 7              | 8              | 9              | TOTAL          |
| B.T.             | 326            | 333            | 256            | 125            | 402            | 415            | 509            | 155            | 502            | 3,023          |
| R.T.             | 316            | 324            | 247            | 118            | 374            | 403            | 498            | 139            | 488            | 2,907          |
| F.T.             | 309            | 315            | 240            | 116            | 306            | 369            | 483            | 130            | 465            | 2,733          |
| Par              | 4              | 4              | 4              | 3              | 4              | 4              | 5              | 3              | 5              | 36             |

### その他
- クラブハウス
  - レストラン「蕗の薹（ふきのとう）」
  - 茶店たらの芽
  - コンペルーム
  - 特別室「水芭蕉」
  - ロッカールーム
  - プロショップ
  - 大浴場
- 練習場

## 過去の施設

### オリンピック競技施設
手稲山回転競技場

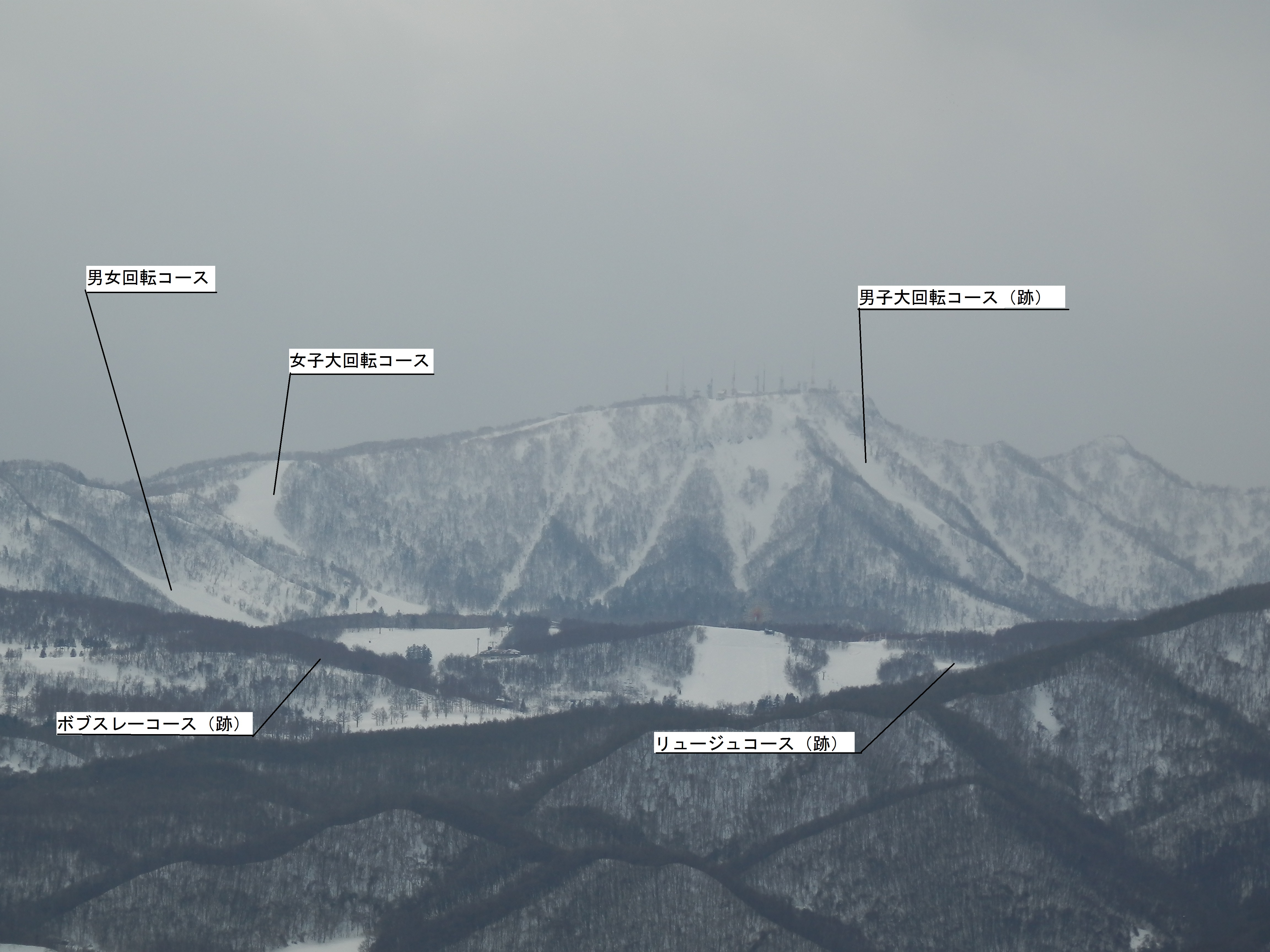
手稲山競技場遠望（2011年12月）

手稲山第2峰の北西斜面において1968年（昭和43年）9月から造成し、1970年（昭和45年）11月に完成した。
- 主要施設：チェアリフト1本、山頂ハウス、山麓ゴールハウス
- 男子コース：スタート地点標高795 m―ゴール地点標高567 m、標高差228 m、最大斜度35°07′、平均斜度25°27′
- 女子コース：スタート地点標高751 m―ゴール地点標高567 m、標高差184 m、最大斜度35°07′、平均斜度24°14′

手稲山大回転競技場

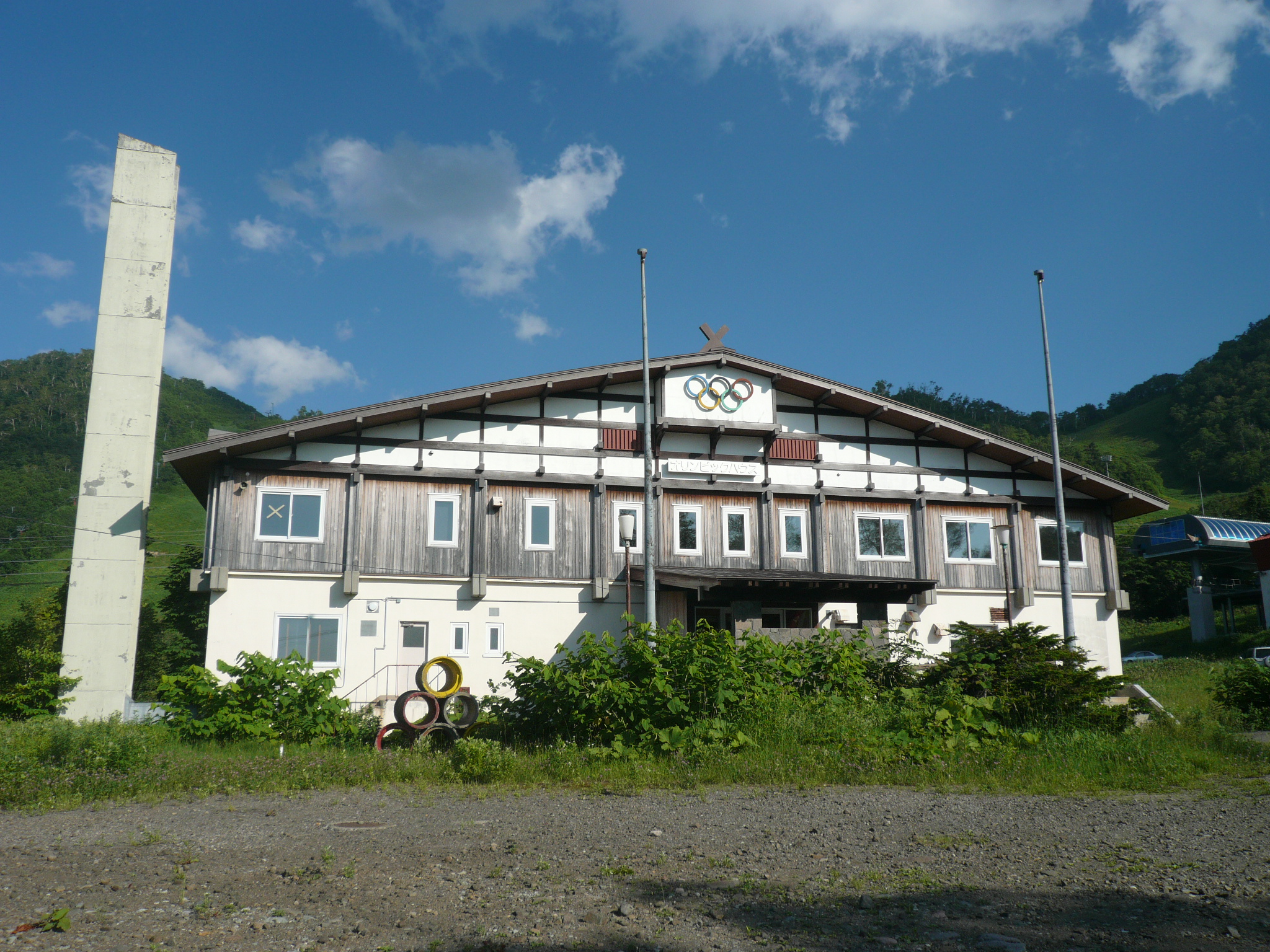
運営本部棟（2013年7月）

男子コースは手稲山山頂から北北西の斜面に造成し、上半分がAコース・Bコースに分かれており、中間付近から合流して1本となっていた。オリンピック開催後に閉鎖し、リフトやハウスなども撤去した。
- 主要施設：リフト2本、山頂スタートハウス、山麓ゴールハウス
- Aコース：スタート地点標高952 m―ゴール地点標高550 m、標高差402 m、最大斜度34°58′、平均斜度22°11′
- Bコース：スタート地点標高952 m―ゴール地点標高550 m、標高差402 m、最大斜度36°49′、平均斜度21°57′

女子コースは手稲山の北東尾根から回転コースのゴールに向かって造成しており、オリンピック開催後も日本国内外の競技大会で使用している。
- 主要施設：ロープウェイ、山頂スタートハウス、山麓ゴールハウス、運営本部棟
- コース：スタート地点標高982 m―ゴール地点標高625 m、標高差357 m、最大斜度27°58′、平均斜度16°56′

手稲山ボブスレー競技場
1969年（昭和44年）10月着工、翌年2月に完成した。日本国内初のボブスレー競技場としてオリンピック開催後も『全日本ボブスレー選手権大会』の会場として使用していたが、老朽化などに伴って2000年（平成12年）に閉鎖した。札幌市が立候補を表明している冬季オリンピック・パラリンピックの計画書には2016年の2026年大会招致計画時点で施設再建による活用計画が記されていたが、その後2019年には2030年大会招致計画にてコスト削減策の一環として長野市ボブスレー・リュージュパークでの開催に修正された。
- 全長：1563 m
- 標高差：132 m
- カーブ数：14
- 最大斜度：15 %
- 平均斜度：8.4 %
- 設計最高速度：112.8 km/h

手稲山リュージュ競技場
1969年（昭和44年）6月着工、1971年（昭和46年）2月に完成した。オリンピック開催後は市民大会などで使用していた。1985年（昭和60年）に撤去し、跡地はテイネオリンピアスキー場のゲレンデに転用した。
- 全長：1,023 m
- 標高差：101 m
- カーブ数：14
- 最大斜度：15 %
- 平均斜度：9.9 %
- 設計最高速度：91.0 km/h

### 手稲山ロープウェイ
| 年度 | 利用者数 | 利用者数 | 利用者数 | 営業日数 | 出典   |
| 年度 | 夏季     | 冬季     | 合計     | 営業日数 | 出典   |
| ---- | -------- | -------- | -------- | -------- | ------ |
| 2000 | 14,832   | 59,365   | 74,197   | 274      | [ 24 ] |
| 2001 | 16,032   | 56,647   | 72,679   | 264      | [ 25 ] |
| 2002 | 32,941   | 57,447   | 90,388   | 269      | [ 26 ] |
| 2003 |          | 43,981   | 43,981   | 103      | [ 27 ] |
| 2004 | 34,138   | 89,743   | 123,881  | 264      | [ 28 ] |
| 2005 | 45,105   | 71,287   | 116,392  | 264      | [ 29 ] |
| 2006 | 38,159   | 62,600   | 100,759  | 181      | [ 30 ] |
| 2007 | 20,692   | 50,168   | 70,860   | 149      | [ 30 ] |
| 2008 | 8,184    |          | 8,184    | 27       | [ 30 ] |

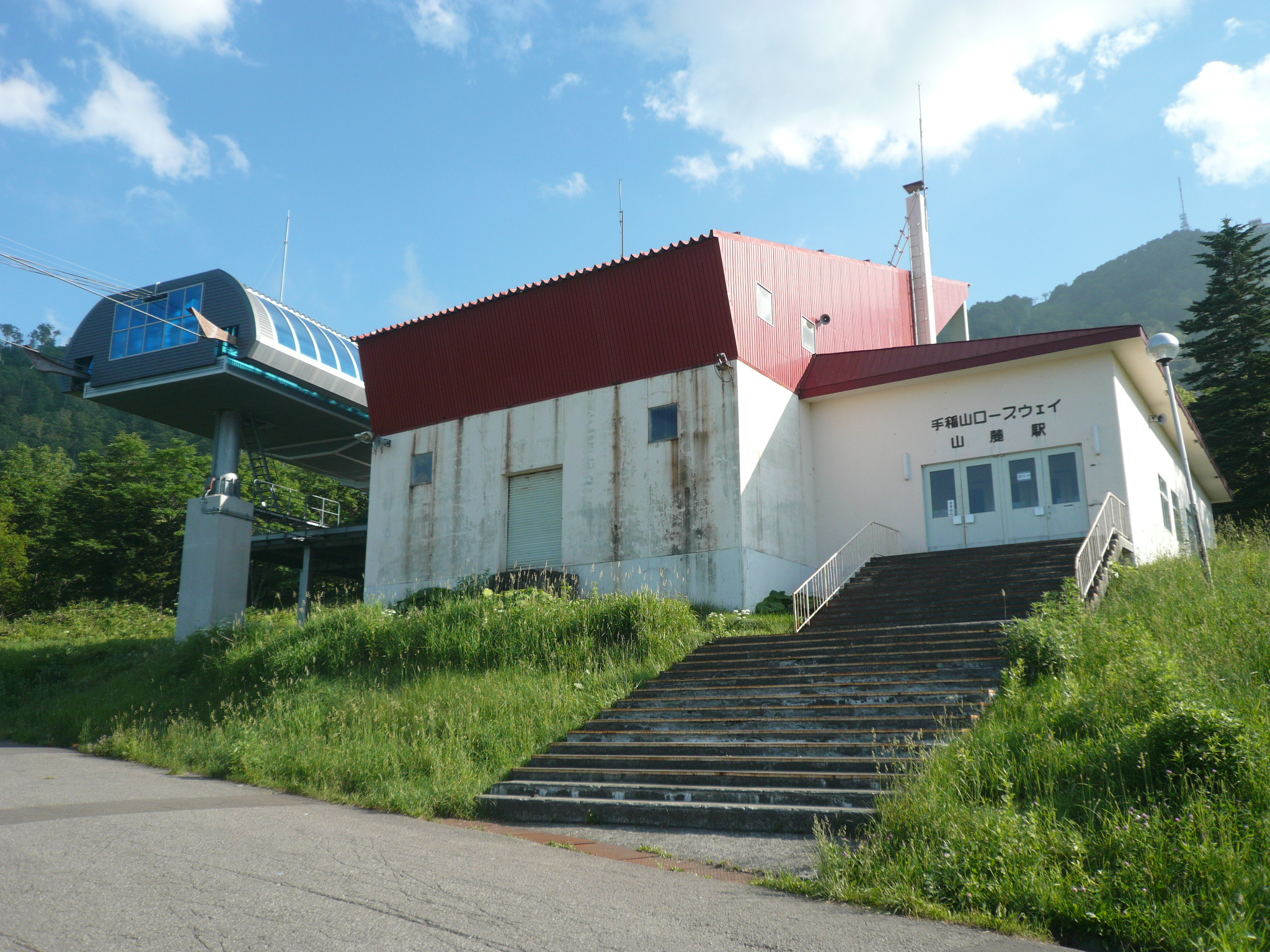
手稲山ロープウェイ山麓駅（2013年7月）
左隣はエイトゴンドラ山頂駅

2003年（平成15年）にロープウェイを保有していた札幌市公園緑化協会から加森観光へ営業譲渡された。2008年（平成20年）にサミットエクスプレス（リフト）がロープウェイとほぼ同じルートで整備したことに伴い、同年12月11日の営業を以て運行を休止した。翌年以降の夏季営業は検討中としているが、休止後の運行例は無い。

### テイネオリンピア遊園地
夏季4月末から10月初旬までの土曜・日曜・祝祭日と夏休み期間中毎日に営業。HBC・三菱マテリアル時代は入場無料・回数券方式で営業していたが、加森観光による買収後は入場券方式によるフリーパス制とした。
しかし子供の集客増を見込めないことや国内でのジェットコースター等の遊具事故による風評被害や大規模修繕の必要性を勘案し2010年度より休園。3月の休園発表時には「遊具施設の見直しを行い再開を目指す」「エリア全体の在り方を見直す」として新年度に今後の方向性を打ち出すことを示唆し、また同年秋季時点では遊園地以外での再開発も示唆されていたが、その後具体的な開発計画は公表されておらず事実上閉園となり観覧車やジェットコースター線路といった大型遊具を残して放置状態となっている。
アトラクション（営業末期）
ファミリーランド プラザI
- ゴーカート（2人乗り・1人乗り）
- コスモスインガー
- ジェットコースター（1973年設置）[37]
- バズーカ砲
- ラウンドアップ
- ツイスター
- サーキット2000
- ケロケロホッパー
- フラワーカップ
- 2階建てメリーゴーラウンド
- バッテリーカー
- シーパニック
- エンタープライズ
- ゲームハウス
- サマーコースター
- アストロファイター

のりのりランド プラザII
- スキッドレーシング
- スーパースライダー（全長350m）
- SL弁慶号（全長700m 札幌交通機械製）[39]
- 大観覧車（高さ50m）
- 空飛ぶゾウさん
- トップスインガー
- スーパートマホーク
- ダンディダンボ

その他施設
- テイネエイトゴンドラ
- 白樺第二ペアリフト
- パークゴルフ（キツネコース・タヌキコース）
- サイクルモノレール（わくわく恐竜ランド内）
- アスレチック「森の王国」
- わくわく動物ランド - 近鉄あやめ池遊園地で飼育されていたヤギ・羊など100頭を引き取り[37]、マーラ・ヤギ・ヒツジ・犬などの小動物を飼育するエリア。犬のショーやレース、豚やアヒルのレースなどを展開。
- わくわく恐竜ランド - 千葉県「恐竜パーク・木更津」から移設された恐竜模型を中心に[41][37]、コンビネーション遊具などの小遊具を配したエリア。遊園地撤退後は一部恐竜模型がスキー営業時に「恐竜キッズパーク」のオブジェとして用いられる。
- 総合案内所
- シャトルバス（正面出入口-聖火台前）
- レストハウス
  - ノースメイプル - ファストフード・パークゴルフ受付
  - オリンピアハウス - ジンギスカン等を提供
- 売店「ザウルス」
- 休憩所（3カ所）

過去の施設
- 温水プール（1967年9月23日開業、25mコース7本）[42]
- アーチェリー[43]（プラザ1[44]）
- トラバンド[43]
- クレージーカー[43]
- ラウンドチェア[43]
- ローラースケート[43]
- フラワーボート[43]
- 釣り堀[43]
- フィールドアスレチックコース（36ポイント）[43]
- トリッピングカー（プラザ1）[44]
- ミラーハウス（プラザ1）[44]
- エアークッション（プラザ1）[44]
- ツインスター（プラザ1）[44]
- 巨大迷路「テクノメイズ」[44]
- グラススキー（白樺第3ペアリフト付近）[44]
- おばけ屋敷（プラザ1）[45]
- バーチャルホラーサウンド（プラザ1）[45]

## 大会実績・イベント

### 大会実績
- 『全日本スキー選手権大会』アルペンスキー競技（1970年、1971年、2012年、2013年、2014年、2016年、2017年）
- 『全日本ボブスレー選手権大会』（1970年 - 1996年）
- 『札幌オリンピック』アルペンスキー競技、ボブスレー競技、リュージュ競技（1972年）
- 『宮様スキー大会』スラローム競技、ジャイアントスラローム競技
- 『1986年アジア冬季競技大会』アルペンスキー競技（1986年）
- 『1990年アジア冬季競技大会』アルペンスキー競技（1990年）
- 『1991年冬季ユニバーシアード』アルペンスキー競技（1991年）
- 『第65回国民体育大会冬季大会』ジャイアントスラローム競技（2010年）
- 『2017年アジア冬季競技大会』アルペンスキー競技、スノーボード競技（2017年）
- 『第74回国民体育大会冬季大会』ジャイアントスラローム競技（2019年）

### イベント
- 手稲山大滑降
- ハイランドカップ

## アクセス・駐車場
冬期間限定でジェイ・アール北海道バスが手稲駅から「ていね山線」を運行しているほか、札幌市中心部の各ホテルや札幌駅と直結し、リフトゴンドラ券がセットになったバスパック「ビッグランズ号テイネ線」がある。「聖火台スキー場前」から「テイネオリンピア前」までの区間を無料のシャトルバスが運行している。
- 札樽自動車道手稲ICから車で約7分
- 北海道旅客鉄道（JR北海道）手稲駅から車で約15分
- 小樽から車で約30分
- 札幌市中心部から車で約40分
- 新千歳空港から車で約60分
- 駐車場：約2,800台

## 参考資料
- “札幌市ジャンプ競技場条例”. 札幌市例規集.  札幌市. 2019年3月12日閲覧。
- “所管スポーツ施設等一覧” (PDF). 札幌市スポーツ局事業概要 平成28年度.   札幌市. 2019年3月12日閲覧。
- 札幌オリンピック施設編集委員会 編『札幌オリンピック施設 競技場・選手村・関連施設などの記録』工業調査会、1971年。ASIN B000J9M3DO。
- 『さっぽろ文庫』 16 冬のスポーツ、札幌市。2019年3月12日閲覧。
- 『NIPPONそりスポーツ ボブスレー・リュージュ・スケルトンの歩み』北海道ボブスレー・リュージュ連盟、2001年。
- “札幌オリンピック”. 北海道ファンマガジン (2008年3月13日). 2019年3月13日閲覧。